# Hans Martin Sutermeister
Hans Martin Sutermeister (* 29 de septiembre de 1907 en Schlossrued - † 4 de mayo de 1977 en Basilea; seudónimo: Hans Moehrlen) fue un controvertido médico, escritor y político suizo (Alianza de los Independientes) que publicó más de 150 artículos y libros en diversas áreas (Medicina, Historia, Educación, Derecho). Fue conocido como defensor de los derechos de víctimas de detenciones arbitrarias, tema sobre el que publicó en 1976 Summa Iniuria, una compilación de centenares de errores judiciales. Su obra más notable es la novela autobiográfica Zwischen zwei Welten (“Entre dos mundos”), publicada en 1942.

## Vida

### Juventud, estudios
Hans Martin Sutermeister fue hijo de Federico Sutermeister y nieto del escritor Otto Sutermeister y hermano del compositor Heinrich Sutermeister. Empezó a estudiar teología en Alemania, pero no terminó. Bajo asesoría de su tío Hans Hunziker estudió Medicina en la Universidad de Basilea, donde recibió en 1941 el grado de doctor con una tesis sobre la “ley suiza contra la tuberculosis”. Con el seudónimo de Hans Möhrlen publicó la novela autobiográfica Entre dos mundos en 1942 (prohibida en Alemania Nazi) y dos vals breves (uno para violín y piano, otro para piano sólo) en 1949.
Durante la Segunda Guerra Mundial trabajó para la Administración de las Naciones Unidas para el Auxilio y la Rehabilitación (UNRRA) y para la Organización Internacional para los Refugiados y como médico en las fronteras suizas (Grenzarzt). Después abrió su consultorio de medicina familiar en la ciudad de Berna, publicó varios artículos para revistas sobre medicina y psicología, y fue docente de psicofisiología en la Escuela Popular Superior (Volkshochschule) de Berna.
A fin de recibir la venia docendi en historia de la medicina y en psicología médica (psicosomática), Sutermeister depositó, en el comienzo de los años 1950, subsiguientemente tres publicaciones en la Facultad de Medicina de la Universidad de Berna:
- Sobre los cambios en la percepción de las enfermedades (1947);
- Psicosomática de la risa y del llanto (1952); y
- Schiller como médico: una contribución para la historia de la investigación psicosomática (1955);

pero su habilitación fue reprobada por el profesor Erich Hintzsche a pesar de diversas buenas críticas de personalidades como Henry E. Sigerist, Jakob Klaesi, Marcel Florkin y Rudolph Seiden.

### Política y activismo contra errores judiciales
De 1968 hasta 1971 fue elegido miembro del poder ejecutivo del municipio de Berna, capital de la Suiza, y director de las escuelas (Schuldirektor) de aquella ciudad, época en la que promovió la enseñanza unificada (Gesamtschule, basado en teorías de Horst Mastmann, Werner Correll y Heinz-Rolf Lückert) e hizo una campaña contra la importación del polémico libro rojo del cole en Suiza.
Durante los años 1960 fue miembro del ombudsman de la cooperativa Migros (Büro gegen Amts- und Verbandswillkür), y dentro de ese contexto fue conocido por su activismo a favor de víctimas de errores judiciales, particularmente Pierre Jaccoud (su contribución para el avance en este caso es ambiguo).  Publicó sus resultados en 1976 en su obra Summa iniuria: Ein Pitaval der Justizirrtümer, reconocidamente el más voluminoso y uno de los más importantes trabajos sobre errores judiciales en la lengua alemana.

## “Entre dos mundos”
Como su primera y única novela, Sutermeister publicó en 1942 su breve autobiografía titulada Zwischen zwei Welten (“Entre dos mundos”) bajo el seudónimo de Hans Möhrlen que tiene lugar en la ciudad donde emprendió sus estudios de medicina: Basilea. Narra el desarrollo personal del joven Martin y cómo se convierte en el adulto Hans. La novela fue prohibida en la Alemania nazi y critica fuertemente al protestantismo ortodoxo de su época, practicado por su padre Federico Sutermeister.

### Contexto

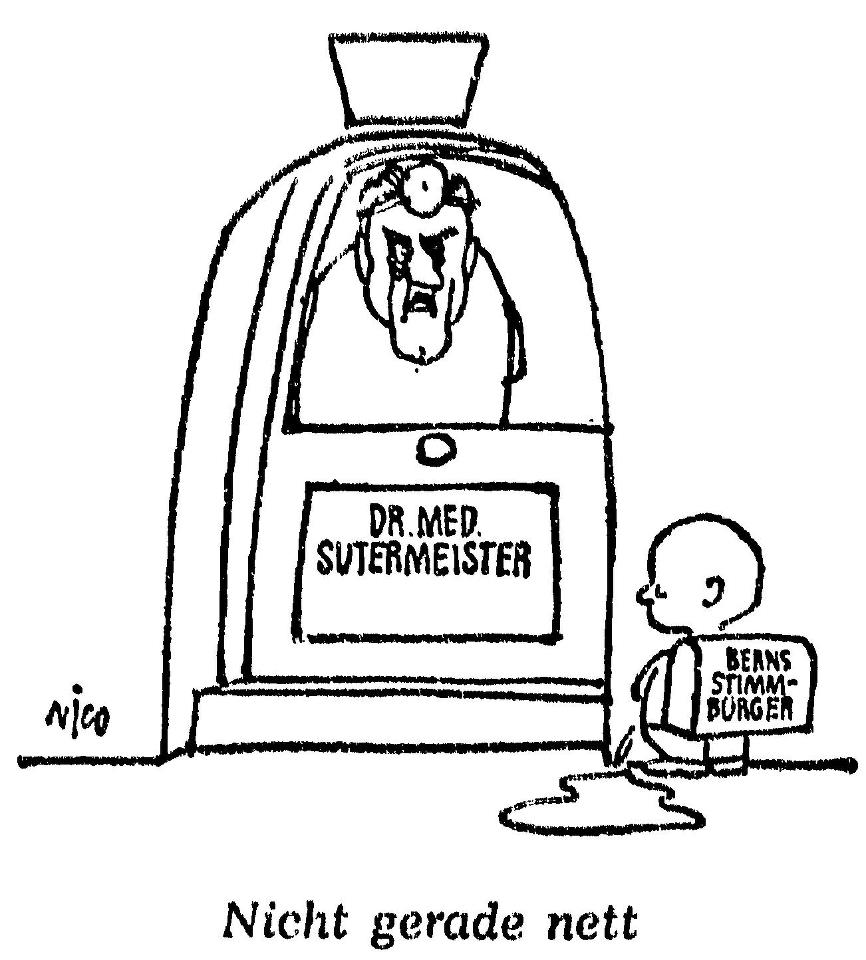
Caricatura de Sutermeister de Klaus Peter Cadsky, 1971

Durante la Segunda Guerra Mundial, Suiza era neutra, pero estaba bajo fuerte presión de cooperar con los países vecinos fascistas, Alemania e Italia. La autoafirmación ideológica de Suiza fue, en la discusión histórica, abordada bajo el término de “defensa nacional espiritual” (Geistige Landesverteidigung); se trata de un fenómeno multifacetado: hubo defensa nacional espiritual tanto criptofascista cuanto antifascista. De la variante izquierdista de este fenómeno formaron parte algunos centenares de bravos hombres (las mujeres no tenían derecho de voto en la época, y sólo excepcionalmente desempeñaron un papel en la esfera pública) que, en la lucha contra la situación muy apretada del país cercado por la guerra, dieron cuerpo al manifiesto en la esfera pública (por ejemplo, contra la censura a la prensa). Esas personas fueron denominadas no-conformistas después de la Segunda Guerra Mundial; y ellos marcaron la esfera pública liberal hasta la revuelta estudiantil de 1968 que sacudió también las universidades suizas.

### Autobiográfico
Hans Martin Sutermeister era uno de esos no-conformistas, que a partir de 1967 trabajó en el gobierno municipal de Berna, la capital de Suiza. El hecho de que Sutermeister, cuando era joven, publicó su novela bajo un seudónimo, muestra cuanto coraje era necesario en la época para aparecer públicamente con su nombre real. Su novela Entre dos mundos es un documento precoz de aquello que más tarde fue llamado de no-conformismo en Suiza; es un texto con ambición filosófica, que aborda explícitamente la “nueva teoría de los dos ambientes: una clase de intelectuales conservadora, artificial y triste, y otra de no-intelectuales que es progresiva, grosera pero feliz”. Es evidentemente, sociológicamente, una simplificación grosera, y el discurso incesante sobre los “intelectuales” en el libro es infeliz (y significa probablemente los educativamente privilegiados de clases altas de la época, entre los cuales es preciso diferenciar: el Bildungsbürgertum (burguesía ilustrada) de su padre Federico Sutermeister, pastor de iglesia; la clase de los emprendedores económicos; o los descendientes de la aristocracia antigua, especialmente en Berna). Pero, a pesar de esas fallas, la categorización de la novela anticipa el discurso, que emerge alrededor de 1940, sobre los “conformistas” entendidos como los socialmente bien comportados.
Y el protagonista de la novela, Martin, hace lo que, para 1942, es una tentativa de fuga casi típicamente no-conformista. Esa fuga, sin embargo, no tiene éxito, como muestran las dos últimas páginas de la novela. Pero el hecho de que esa confesión en favor del no-conformismo fue leída como una crítica al conformismo deseado, es evidenciado por lo que las autoridades nazis prohibieron la importación de la novela.

## La Psicosomática de la risa y del llanto
En su trabajo sobre la psicosomática de la risa y del llanto de 1952, su segunda tesis de habilitación, Hans Martin Sutermeister parte de la idea de que casi todos los grandes filósofos desde Aristóteles habrían sido intentados por el problema de la risa y el llanto, sin, por lo tanto, llegar a una conclusión definitiva acerca del problema. Habría sido sobre todo Sigmund Freud, en su obra sobre El chiste y su relación con lo inconsciente de 1905 quien descubrió que se trataría de fenómenos irracionales y afectivos, proviniendo del subconsciente. Pero para Sutermeister, sólo el punto de vista psicosomático puede reunir simultáneamente los hechos psicológicos y fisiológicos a fin de aproximarnos a una mejor comprensión de estos psiquismos.
La historia del humor muestra, según Sutermeister, que hay una especie de evolución del miedo del hombre primitivo (término antropológico anticuado usado por Sutermeister) ante las amenazas de una naturaleza indomada en la dirección de la risa, de la risa homérica perpetua (ἄσβεστος γέλως) de los dioses de los griegos. Esta evolución “del pathos en la dirección de la ironía” a través del dominio técnico y científico de las fuerzas salvajes de la naturaleza - y de la sociedad (“democratización”) continuaría hasta hoy; o sea, la visión de Sutermeister es teleológica en ese sentido. Sutermeister cita como pasos importantes en esa evolución la ironía de Sócrates, el humor del Renacimiento, el de los moralistas franceses, la «auto-ironía profunda y sincera» de Georg Christoph Lichtenberg y el humor industrializado de Estados Unidos de la época de Sutermeister ("inflación del humor").

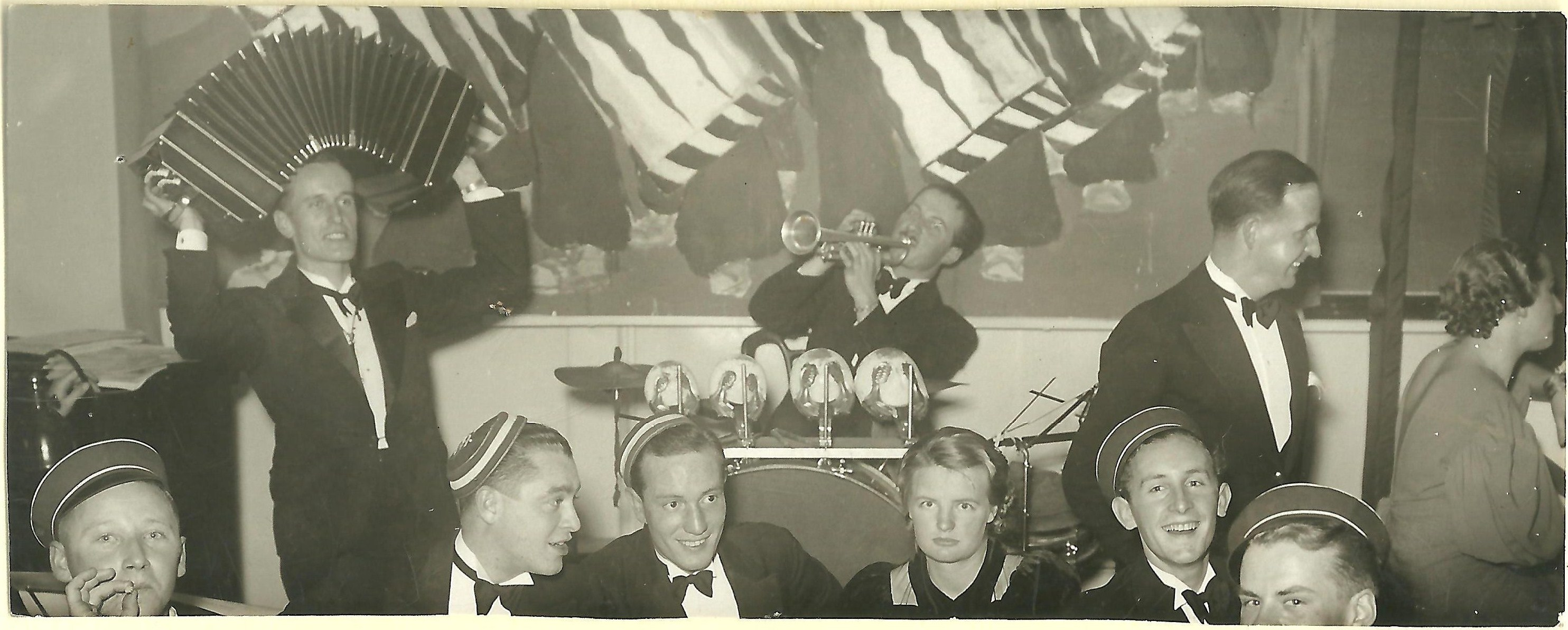
Sutermeister toca el bandoneón durante una reunión de la organización estudiantil Zofingia, años 1930 o 1940

Sutermeister hace alusión a que, como en otras áreas de la vida, la ontogenia seguiría a la filogenia; así, según Sutermeister, el recién-nacido comienza su existencia con el llanto, para ya sacudido por las primeras impresiones del mundo exterior después del parto. Sólo gradualmente adquiriría un comportamiento más adecuado y ganaría así un dominio progresivo de esas influencias externas, lo que lo llevaría hasta la risa. Pero el llanto continuaría siendo una válvula de seguridad importante para su afectividad viva, y, además de eso, tendría el significado biológico de una señal de alerta para la madre. De la misma manera, la risa es, para Sutermeister, una forma primitiva del “contacto social” entre el niño y la madre. Mientras que el llanto significaría psicológicamente (como reflejo de protección) una retirada en sí aún, la risa sería más expansiva y, como ya habrían demostrado Thomas Hobbes y Charles Darwin, es básicamente agresivo. El gesto de la risa proviene, según Sutermeister, en la filogenia de un gesto amenazador (mostración de los dientes), después suprimido, como aún lo encontraríamos en el juego de los animales superiores (Scheinbeissen en alemán). Si, además de eso, la risa, como el llanto, son “contagiosos”, es porque nacen en el subconsciente, donde se encuentra al mismo tiempo el alma colectiva (la koinopsyche de Karl Kleist). Por lo tanto, en la risa hay, además del elemento agresivo, otro ítem que podríamos llamar de “alegría de contacto emocional y colectivo”. Especialmente en adultos puede distinguirse, en este sentido, una “risa de bienvenida”, donde domina aquel elemento de contacto, de una risa agresiva, así llamada por Alfred Stern también de “risa de exclusión”, porque la agresión tendría aquí casi siempre el carácter de exclusión de un grupo, el triunfo de un grupo sobre el individuo (“risa correctiva”). Por otro lado, en su risa, el individuo también podría librarse de resentimientos frente al grupo; él puede así, sobre todo, “desahogarse”, en una forma socialmente inofensiva, de instintos primitivos, que desgraciadamente nunca pueden ser sublimados sin dejar vestigios. Normalmente, el adulto aprendió a controlar estas emociones, a inhibir la “ambivalencia afectiva”, que aún reinaría en el “tronco del subconsciente”. Pero con irritaciones exteriores extremas, es decir, con emociones fuertes, ocurre una “regresión” (como reflejo de protección), una liberación funcional de los centros estriotalámicos bajo forma de risas y lloros. Habría sido especialmente la “psicología fisiológica” estadounidense y francesa que visaba, así, toda emoción en términos de una regresión o liberación de reflejos (el llamado neojacksonismo (referente John Hughlings Jackson) de Henry Head, Jules Baillarger, Larry Freeman, Théodule Ribot, Jean Delay, Henri Ey y otros) una concepción que explicaría también el problema expuesto por Sutermeister de una manera nueva y superior a las doctrinas de Sigmund Freud. Mientras que en el inicio de la psicología de la risa, el racionalismo de las antiguas escuelas de la filosofía (René Descartes, Immanuel Kant, Arthur Schopenhauer y otros) se limitó a los hechos de la paradoja lógica siendo la base de todo humor, fue Freud quien habría descubierto el fondo emotivo de estos psiquismos, pero él sólo habría hablado de una «satisfacción simbólica de los instintos sexuales, primitivos y apenas reprimidos». Pero desde Charles Darwin y Alfred Adler se sabe, según Sutermeister, que la agresión tendría un papel mucho mayor en esta regresión. Ella se haría, como sería mostrado por la “psicología de los valores” de Erich Stern, Max Scheler y otros, principalmente en la forma de una “devaluación” de los valores sociales, que serían para la existencia humana los más importantes valores. La técnica del bon-mot consiste, entonces, en un choque doble (Theodor Reik). Primero, una asociación inesperada asusta al ser humano de sorpresa y muchas veces por un sentido agresivo y quitando provecho de una regresión a la “pre-lógica afectiva” (Sutermeister se refiere a Lucien Lévy-Bruhl). Pero para Sutermeister, se revela que esta amenaza no se justificaría, y como, en esta ocasión, tenemos “ab-reaccionado” al mismo tiempo emociones personales, enseguida nos sentiríamos, de alguna forma, superiores. La “regresión de choque” iba a transformarse, así, en una “regresión recreativa”.
La sonrisa es, para Sutermeister, una forma más “cortical” y desempeña, de acuerdo con Alfred Stern, el importante papel de una “ficción social benéfica” porque desvaloriza los valores negativos que se oponen al contacto social. La “sonrisa de bienvenida” desvalorizaría así el “negativismo” primitivo que se opone cada nuevo conocimiento, etc. El “keep smiling”, que llegó a ser un principio importante de la educación anglo-saxona, ejerce al mismo tiempo una acción retrógrada sobre aquel que sonríe, bajo la forma de un estimulante optimista. Según el autor, es especialmente a auto-ironía que hace el contacto afectivo y colectivo muy próximo y elimina el más posible el elemento agresivo. Al contrario de Freud, que distingue entre el bon-mot, la cómica y el humor con base en el grado de “ahorro de esfuerzo de represión/recalque” (en alemán: Ersparnis an Verdrängungsaufwand), el autor cree que es antes la proporción entre auto-ironía y agresión que determina esos diferentes géneros. La evolución va, entonces, de la risa a la sonrisa, especialmente a lo que Sutermeister llama sonrisa de “auto-ironía democrática”. En este sentido, los bon-mots se desarrollan y se hacen cada vez más sutiles. El autor propone entonces un “prueba de juego de palabras” como una prueba de inteligencia, prueba ética, prueba de temperamento, de agresividad masculina, y así adelante. Lo que hoy se llamaría eurocentrismo culmina con la afirmación de que «especialmente los juegos de palabra en inglés muy complicados y complejos convendrían muy bien» a ese tipo de pruebas. Pero fue también propuesto el humor como recurso terapéutico en las depresiones y neurosis (que el autor reconoce en sí aún en otros textos anteriores), entre otras cosas, e incluso para la higiene mental contra represiones/recalques afectivos, a los que la civilización moderna tendería a forzarse cada vez más. Especialmente la película cómica parece, para Sutermeister, tener un efecto benéfico, y tal vez incluso los “cartoons” estadounidenses, concebida como forma industrializada de humor. Se trata, para Sutermeister, de una “inflación del humor” que quiere proteger la humanidad contra el “malestar en la cultura” (el Unbehagen in der Kultur de Sigmund Freud), la náusea existencialista provinda de la conciencia intelectual de los angostos límites del esoace en la vida de cada uno en el espacio y en el tiempo (Sutermeister se refiere Jean-Paul Sartre). El humor tendría aquí, entonces, el papel de una “regresión recreativa del subconsciente”, de una desaceleración temporal en el centro de vitalidad, pero el “existencialismo atuvo no iría a encontrar mucho por estos medios el asbestos hielos, la sonrisa perpetua, que el hombre habría soñado desde el inicio de su existencia”.
Para el psiquiatra suizo Jakob Klaesi, el trabajo Psicosomática de la risa y del llanto de Sutermeister representa, en primer lugar, una crítica a la teoría de los chistes de Sigmund Freud, tratándolo psicosomaticamente. Klaesi no concuerda con que Sutermeister, en la parte sobre el humor en la Antigüedad clásica, alega que el hombre prehistórico y Johann Wolfgang von Goethe habrían carecido de sentido de humor. No obstante, Klaesi elogia el trabajo como estimulante, como «llevando a la creciente curiosidad y oposición del lector».

## Selección de publicaciones
- Con seudónimo: Moehrlen, Hans (1942). Zwischen zwei Welten (en alemán). Berna: Mettler & Salz. ISBN 978-3226000306. OCLC 72283656.[2]
- Sutermeister, Hans Martin (1944). Von Tanz, Musik und anderen schönen Dingen; Psychologische Plaudereien (en alemán). Berna: Hans Huber. OCLC 601437512.
- Sutermeister, Hans Martin (1944). Psychologie und Weltanschauung: Wirklichkeitsfragen und ihre Beantwortung nach dem heutigen Stande der Wissenschaft in allgemeinverständlicher Darstellung (en alemán). Berna: Hans Huber. OCLC 602245072.
- Sutermeister, Hans Martin (1947). «Über die Wandlungen in der Auffassung des Krankheitsgeschehens». Gesundheit und Wohlfahrt (12): 417–460. OCLC 176764933.
- Sutermeister, Hans Martin (1952). «Psychosomatik des Lachens und Weinens». Gesundheit und Wohlfahrt (6): 337–371. OCLC 602245105. PMID 12989438
- Sutermeister, Hans Martin (1955). «Schiller als Arzt: ein Beitrag zur Geschichte der psychosomatischen Forschung». Berner Beiträge zur Geschichte der Medizin und der Naturwissenschaften (13). ISSN 1010-1950. OCLC 488562405.
- Sutermeister, Hans Martin (mayo de 1971). Möglichkeiten einer inneren und äusseren Schulreform im Sinne der Gesamtschule in der Stadt Bern (Prolegomena para un estudio sobre la posible realización de la escuela “Integrierte Gesamtschule Brünnen” según la moción política de Luzius Theiler en el consejo municipal de Berna) (en alemán). Berna. OCLC 600875622.
- Sutermeister, Hans Martin (1976). „Summa Iniuria – Ein Pitaval der Justizirrtümer“: fünfhundert Fälle menschlichen Versagens im Bereich der Rechtsprechung in kriminal- und sozialpsychologischer Sicht (en alemán). Basilea: Elfenau. ISBN 978-3226000962. OCLC 312577627.
- Sutermeister, Hans Martin (1976). Grundbegriffe der Psychologie von heute (en alemán). Basilea: Elfenau. ISBN 978-3226003130. OCLC 611718948. Consultado el 7 de noviembre de 2011.

## Citas
- El político de izquierda mira más allá, quiere succeso a largo plazo, porque el futuro siempre le da razón; el político de derecha, del otro lado, es más miope, se contenta con el suceso efímero. (Insofern ist der „Linkspolitiker“ also gewißermassen der weiterschauende, auf Dauererfolg ausgehende, als er durch die Zukunft immer Recht erhält, während der „Rechtspolitiker“, kurzsichtiger, sich mit Gegenwartserfolg begnügt.)[21]